# Tullos
Tullos és una població dels Estats Units a l'estat de Louisiana. Segons el cens del 2000 tenia 419 habitants.

## Demografia
Segons el cens del 2000, Tullos tenia 419 habitants. La densitat de població era de 107,9 habitants/km².
Per edats la població es repartia de la següent manera: un 25,1% tenia menys de 18 anys, un 7,2% entre 18 i 24, un 27,2% entre 25 i 44, un 25,3% de 45 a 60 i un 15,3% 65 anys o més.
L'edat mediana era de 37 anys. Per cada 100 dones de 18 o més anys hi havia 93,8 homes.
La renda mediana per habitatge era de 26.484 $ i la renda mediana per família de 31.786 $. Els homes tenien una renda mediana de 24.896 $ mentre que les dones 22.143 $. La renda per capita de la població era de 14.265 $. Entorn del 13,8% de les famílies i el 18,3% de la població estaven per davall del llindar de pobresa.

## Poblacions més properes
El següent diagrama mostra les poblacions més properes.